# Diadegma kyffhusanae
Diadegma kyffhusanae är en stekelart som beskrevs av Horstmann 1973. Diadegma kyffhusanae ingår i släktet Diadegma och familjen brokparasitsteklar. Inga underarter finns listade i Catalogue of Life.